# Bruno Larregui
Bruno Larregui (Canelones, Uruguay, 7 de marzo de 2001) es un futbolista uruguayo que juega de delantero. Su actual equipo es el Deportes Tolima de la Categoría Primera A de Colombia. 

## Estadísticas
Actualizado de acuerdo al partido jugado el 29 de julio del 2025.
| Club                           | Div.          | Temporada     | Liga  | Liga  | Liga  | Copas | Copas | Copas | Internacional | Internacional | Internacional | Total | Total | Total |
| Club                           | Div.          | Temporada     | Part. | Goles | Asist | Part. | Goles | Asist | Part.         | Goles         | Asist         | Part. | Goles | Asist |
| ------------------------------ | ------------- | ------------- | ----- | ----- | ----- | ----- | ----- | ----- | ------------- | ------------- | ------------- | ----- | ----- | ----- |
| Club Atlético Juventud Uruguay | 1.a           | 2022-2025     | 22    | 4     | 5     | 0     | 0     | 0     | 0             | 0             | 0             | 22    | 4     | 5     |
| Club Atlético Juventud Uruguay | 1.a           | Total club    | 22    | 4     | 5     | 0     | 0     | 0     | 0             | 0             | 0             | 22    | 4     | 5     |
| Deportes Tolima Colombia       | 1.a           | 2025          | 0     | 0     | 0     | 1     | 0     | 0     | 0             | 0             | 0             | 1     | 0     | 0     |
| Deportes Tolima Colombia       | 1.a           | Total club    | 0     | 0     | 0     | 1     | 0     | 0     | 0             | 0             | 0             | 1     | 0     | 0     |
| Total carrera                  | Total carrera | Total carrera | 22    | 4     | 5     | 1     | 0     | 0     | 0             | 0             | 0             | 23    | 4     | 5     |